# Vilamarxant
Vilamarxant – gmina w Hiszpanii, w prowincji Walencja, we wspólnocie autonomicznej Walencja, o powierzchni 71,08 km². W 2011 roku liczyła 9491 mieszkańców.